# 的黎波里塔尼亚
的黎波里塔尼亚（阿拉伯语：‎ ）也作泰拉布鲁斯，是北非的一个历史地区，位于今利比亚西北部。公元前7世纪，腓尼基人在锡德拉湾沿岸建立了三个殖民城市：欧亚（今的黎波里），烈波提斯（今莱卜代）和塞卜拉泰，这三座城市后来成为迦太基国家的东部的一个省。公元前146年，罗马人占领这一地区，称此地“的黎波里塔尼亚”，意为“三座城市”，为阿非利加行省的一部分。公元643年，阿拉伯人占领该地区。1551年，又被奥斯曼土耳其人征服。1912年意土战争结束后，的黎波里塔尼亚被意大利占领，成为意属利比亚的一部分。1951年利比亚王国独立后，为利比亚一个省，1963年撤销。

1920年代短暂存在的黎波里塔尼亚共和国旗帜